# Musée Staline de Batoumi
Le musée Staline de Batoumi était un musée situé à Batoumi, en Géorgie. Il commémorait Joseph Staline, qui était actif dans l'agitation socialiste parmi les travailleurs de la raffinerie de Batoumi en 1901–1902. Il a fermé en 2013, après avoir été peu visité. 